# Robert Öllinger
Robert Öllinger ist ein österreichischer Chirurg. Er leitet die Bereiche Transplantationschirurgie und Sarkomchirurgie an der Chirurgischen Klinik der Charité. Zudem ist er Leiter des Europäischen Metastasenzentrums der Charité.

## Leben und Wirken
Öllinger stammt ursprünglich aus Bad Schallerbach. Im Jahr 2000 promovierte er zum Doktor der gesamten Heilkunde mit der Dissertation „Immunmodulation durch spenderspezifische Leukozytentransfusionen in einem vaskularisierten heterotopen Herztransplantationsmodell in der Maus“ an der Universität Innsbruck. Im selben Jahr nahm er seine Tätigkeit als Assistenzarzt im Bereich Viszeral-, Transplantations- und Thoraxchirurgie in Innsbruck auf. Von 2002 bis 2003 absolvierte er einen Forschungsaufenthalt am Immunbiology Research Center des Beth Israel Deaconess Medical Centre der Harvard Medical School. 2006 erhielt er von der Österreichischen Gesellschaft für Chirurgie den Theodor Billroth Preis für seine Forschungstätigkeit.
2007 machte Öllinger seinen Facharzt, im folgenden Jahr wurde er habilitiert und zum Oberarzt ernannt. 2014 erwarb er einen Master of Business Administration in International Healthcare Management an der Frankfurt School of Finance and Management und wechselte als Oberarzt an die Chirurgische Klinik Campus Charité Mitte / Campus Virchow-Klinikum in Berlin. Öllinger hat zudem seit 2018 eine W2-Professur für spezielle und rekonstruktive Viszeralchirurgie inne.
Zu seinen klinischen Schwerpunkten gehören die Transplantationschirurgie (Leber, Niere, Pankreas) und insbesondere Transplantationen im Rahmen einer Lebendspende und Transplantationen bei Kindern, außerdem die Sarkomchirurgie, die Leber- und Pankreaschirurgie sowie die Minimalinvasive und Roboterassistierte Chirurgie. Seine Forschung konzentriert sich auf klinische Organtransplantation sowie Immunmodulation, Ischämie und Reperfusion, Adipositas und Organersatz im translationalen Ansatz.
Neben seinen universitären Aufgaben ist Öllinger für Eurotransplant, die Deutsche Stiftung Organtransplantation und die Bundesärztekammer tätig.
Bei Pubmed sind Stand 2025 rund 165 Publikationen von Robert Öllinger als Autor und Co-Autor erschienen und er hat einen h-Index von 37.

## Publikationen
- Sawitzki B, Harden PN, Reinke P, Moreau A, Hutchinson JA, Game DS, Öllinger R et al. Regulatory cell therapy in kidney transplantation (The ONE Study): a harmonised design and analysis of seven non-randomised, single-arm, phase 1/2A trials. In: Lancet. 23. Mai 2020. doi:10.1016/S0140-6736(20)30167-7.
- Öllinger R, Bilban M, Erat A, Froio A, McDaid J, Tyagi S, Csizmadia E, Graça-Souza AV, Liloia A, Soares MP et al. Bilirubin: a natural inhibitor of vascular smooth muscle cell proliferation. In: Circulation. 16. August 2005. doi:10.1161/CIRCULATIONAHA.104.528802.
- Boggi U, Vistoli F, Andres A, Arbogast HP, Badet L, Baronti W, Bartlett ST, Benedetti E, Branchereau J, Öllinger R et al. First World Consensus Conference on pancreas transplantation: Part II – recommendations. In: Am J Transplant. 21. September 2021. doi:10.1111/ajt.16750.
- Moosburner S, Wiering L, Gül-Klein S, Ritschl P, Dziodzio T, Raschzok N, Witzel C, Gratopp A, Henning S, Öllinger R et al. Over 30 years of pediatric liver transplantation at the Charité-Universitätsmedizin Berlin. In: J Clin Med. 9. Februar 2022. doi:10.3390/jcm11040900.
- Yamashita K, Öllinger R, McDaid J, Sakahama H, Wang H, Tyagi S, Csizmadia E, Smith NR, Soares MP, Bach FH. Heme oxygenase-1 is essential for and promotes tolerance to transplanted organs. In: FASEB J. 20. April 2006.